# زاغی سبز بورنئو
زاغی سبز بورنئو (نام علمی: Cissa jefferyi) نام یک گونه از سرده زاغی‌های دم‌کوتاه است.